# Сен-Пьер (округ, Реюньон)
Сен-Пьер (фр. Saint-Pierre) — округ (фр. Arrondissement) во Франции, один из округов в регионе Реюньон. Департамент округа — Реюньон. Супрефектура — Сен-Пьер.
Население округа на 2006 год составляло 229 346 человек. Площадь округа составляет всего 878 км².